# جولي حايك
جولي لين حايك (بالإنجليزية: Julie Lynne Hayek)‏ (ولدت في 4 أكتوبر 1960) ممثلة أمريكية، وملكة جمال سابقة بعد تتويجها مسابقة ملكة جمال الولايات المتحدة 1983.

## نشأتها
جولي من أصول تشيكية وألمانية من جهة والدها، نرويجية وإسكتلندية وأيرلندية وإنجليزية من جهة والدتها. والدها كان كابتن في مجال الطيران ووالدتها مستشارة إرشادية في المدارس الثانوية. تخرجت جولي من جامعة كاليفورنيا بعد عام من حملها لقب ملكة جمال الولايات المتحدة الأمريكية، بدرجة البكالوريوس في علم الأحياء ودبلوم في علم النفس.

## روابط خارجية
- موقع جولي حايك الرسمي
- جولي حايك على موقع IMDb (الإنجليزية)
- جولي حايك على موقع قاعدة بيانات الفيلم (الإنجليزية)

| الجوائز و الإنجازات    | الجوائز و الإنجازات                                  | الجوائز و الإنجازات |
| ---------------------- | ---------------------------------------------------- | ------------------- |
| سبقه باتي تشونغ كيركوس | ملكة جمال الكون الوصيفة الأولى 1983                  | تبعه ليتيشيا سنيمان |
| سبقه تيري أوتلي        | ملكة جمال الولايات المتحدة 1983                      | تبعه ماي شانلي      |
| سبقه سوزان دوايمس      | ملكة جمال كاليفورنيا الولايات المتحدة الأمريكية 1983 | تبعه تيريزا رينغ    |